# Вишневе (Синельниківський район)
Вишне́ве — село в Україні, у Синельниківському районі Дніпропетровської області. Входить до складу Покровської селищної громади. Населення становить 926 осіб. Колишній орган місцевого самоврядування — Вишнівська сільська рада.

## Назва
На території України 44 населених пункти із назвою Вишневе.

## Географія

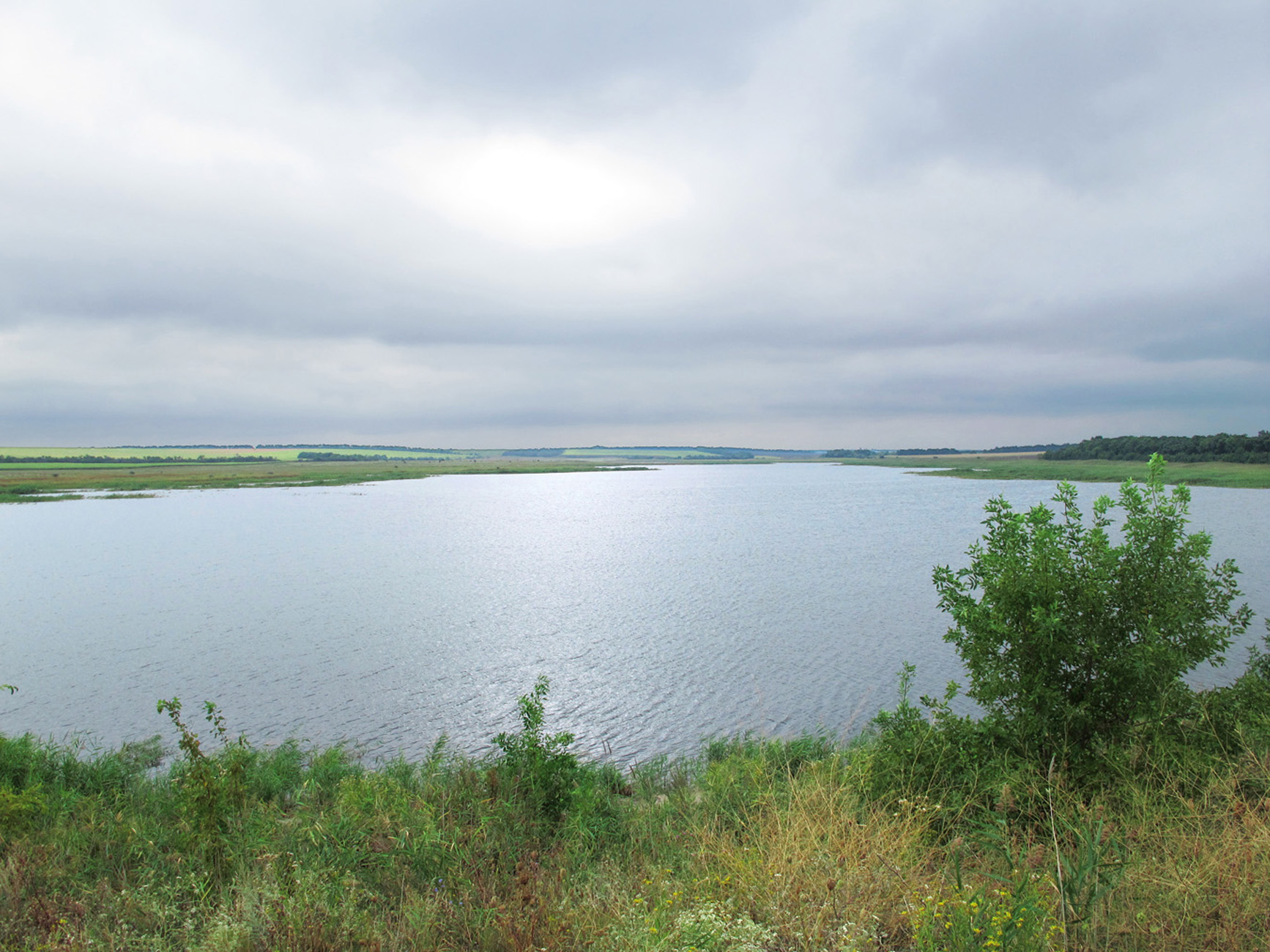
Краєвид поруч з селом (Ландшафтний заказник "Березо-Вишневський")

Село Вишневе розташоване на правому березі річки Янчул, вище за течією на відстані 1,5 км розташоване село Привілля, нижче за течією на відстані 6,5 км розташоване село Остапівське, на протилежному березі — село Єгорівка. На відстані 1 км розташоване село Кирпичне. По селу протікає пересихаючий струмок з загатами.

## Історія
Село засноване в другій половині XVIII століття й відносилося до Кальміуської паланки Запорозької Січі. Село здавна славилось розведенням племінних коней[джерело?].
У часи правління Катерини ІІ було заселене німцями-колоністами. В 1929 році тут виникло радянське кінне господарство для забезпечення колгоспів робочими кіньми. У грудні 1930 року на базі цього товариства був створений кінзавод № 65. Після визволення він повністю відбудований.
До 1917 року називалося Вербовим
У 1957 році село Будьонівка було перейменовано на Вишневе.
12 червня 2020 року, відповідно до розпорядження Кабінету Міністрів України № 709-р від «Про визначення адміністративних центрів та затвердження територій територіальних громад Дніпропетровської області», увійшло до складу Покровської селищної громади.
19 липня 2020 року, в результаті адміністративно-територіальної реформи і ліквідації Покровського району, село увійшло до складу новоутвореного Синельниківського району.

## Економіка
- ДП «Дніпропетровський кінний завод № 65».

## Об'єкти соціальної сфери
- Школа.
- Дитячий садочок.
- Амбулаторія.
- Будинок культури.